# Барбара Джордан
Ба́рбара Джо́рдан (англ. Barbara Jordan; нар. 21 лютого 1936 — пом. 17 січня 1996) — американська політична діячка, лідер правозахисного руху «Афро-американські жінки». Перша чорна жінка, обрана до сенату штату в Техасі, перша чорна жінка з Півдня, обрана до Палати представників, перша африканська учасниця конвенції виборців демократичної партії. Нагороджена Президентською медаллю Свободи. У 1975 році була серед американських жінок, яким журнал Time присвоїв звання «Людина року».

## Особисте життя
Джордан ніколи публічно не називала себе лесбійкою чи квіром, проте Національний архів США назвав її першою ЛГБТ-жінкою, яка була обрана до Конгресу США.
Джордан і Ненсі Ерл жили в Остіні, Техас і підтримували тісний зв'язок протягом 20 років. Політична кар'єра Джордан часто була затьмарена гомофобними нападками, а радники застерігали від публічності її особистих стосунків. Завдяки їхнім порадам відкритість Джордан щодо її сексуальної орієнтації була обмежена приватними обставинами.